# Mystus wolffii
Cá chốt trắng hay cá chốt giấy (Danh pháp khoa học: Mystus wolffii) là một loài cá chốt trong chi Mystus thuộc họ Bagridae phân bố ở Sumatra, Borneo, Thái Lan. Ở Việt Nam gặp nhiều ở khu vực đồng bằng sông Cửu Long, đây là loại cá ngon ở Việt Nam trong các loại cá chốt. 

## Đặc điểm
Chúng có thân dẹp bên, Cá chốt giấy mình hơi giẹp, da láng màu trắng bạc, dài hơn cá chốt sọc (Mystus mysticetus). Đầu nhỏ, hình nón, mặt dưới hơi phẳng. Mõm có dạng bầu dục. Có 4 đôi râu. Mắt to, không có da che phủ, nằm lệch về phía lưng của đầu, gần như cách đều chót mõm với điểm cuối xương nắp mang. Lỗ mang rộng, màng mang phát triển. Gai vây ngực và gai vây lưng cứng nhọn, mặt sau của gai này có răng cưa hướng xuống gốc.
Vây mỡ nằm đối diện với vây hậu môn và chiều dài hai gốc vây này tương đương nhau. Phần lưng của thân và đầu có màu trắng xám, toàn thân ánh lên màu vàng nghệ. Các vây có màu vàng sậm. Phần ngọn vây lưng, vây đuôi, vây hậu môn, vây mỡ màu xám đen. Râu mép màu đen, các râu khác màu nhạt hơn. Kích thước có thể đạt đến 30 cm. Tháng ba, tháng tư loại cá này ở các sông sắp tới mùa mưa nên cá chốt giấy con nào cũng mang một bụng trứng vàng nghính.